# No. 1 (yacht)
 (août 2022).
No. 1 est le nom d'un yacht à voile assisté par un moteur électrique qui tire son électricité de piles à hydrogène. C'est le premier yacht à être alimenté par une pile à combustible. Les débuts du yacht ont eu lieu en août 2003 au Japon, et il est mis en service au lac de Constance (Kressbronn am Bodensee ).
La société MTU Friedrichshafen a conçu le système d'alimentation du bateau et a déclaré qu'elle considérait comme logique une évolution vers des systèmes d'alimentation à pile à combustible étant donné la demande de sources d'énergie propres et silencieuses dans les bateaux de plaisance tels que les yachts.

## Caractéristiques
Le bateau mesure 12,26 m de long et 3,76 m de large. Le bateau contient 6 kg d'hydrogène dans 3 réservoirs d'hydrogène à 300 bar, 4 piles à combustible PEM de 1,2 kWa et 9 batteries. Le rayon d'action est de 225 km à une vitesse de 8 nœuds.

## Sources et références
1. ↑  « First yacht with certified fuel cell propulsion », Fuel Cells Bulletin, vol. 2003, no 12,‎ 2003, p. 4–5 (ISSN 1464-2859, DOI 10.1016/S1464-2859(03)00015-4)
2. ↑  Fuel cell technology
3. ↑  Specifications